# 음악편지
음악편지는 KBS 3라디오에서 방송했던 라디오 프로그램이다.

## 역사
KBS 3라디오 개국 초창기인 2000년 1월 3일에 《아침의 음악편지》로 방송을 시작해, 2003년 6월 2일부터 "음악편지"로 제목을 변경했으며, 이후 2009년 4월 27일에 《사랑의 음악편지》로 제목을 잠정 변경했다가, 2010년 4월 19일에 "음악편지"로 제목을 다시 환원했으나, 2013년 4월 7일 방송을 마지막으로 13년만에 폐지되었다.

## 역대 방송시간
| 방송 채널   | 방송 기간                           | 방송 시간                       | 제목            |
| ----------- | ----------------------------------- | ------------------------------- | --------------- |
| KBS 3라디오 | 2000년 1월 3일 ~ 2001년 4월 7일     | 월~토요일 아침 8:00 ~ 아침 9:00 | 아침의 음악편지 |
| KBS 3라디오 | 2001년 4월 9일 ~ 2003년 6월 1일     | 매일 아침 7:00 ~ 아침 9:00      | 아침의 음악편지 |
| KBS 3라디오 | 2003년 6월 2일 ~ 2003년 10월 19일   | 매일 아침 7:00 ~ 아침 8:00      | 음악편지        |
| KBS 3라디오 | 2003년 10월 20일 ~ 2004년 10월 16일 | 월~토요일 아침 8:00 ~ 아침 9:00 | 음악편지        |
| KBS 3라디오 | 2004년 10월 18일 ~ 2009년 4월 26일  | 매일 아침 8:00 ~ 아침 9:00      | 음악편지        |
| KBS 3라디오 | 2010년 4월 19일 ~ 2013년 4월 7일    | 매일 아침 8:00 ~ 아침 9:00      | 음악편지        |
| KBS 3라디오 | 2009년 4월 27일 ~ 2010년 4월 18일   | 매일 아침 8:00 ~ 아침 9:00      | 사랑의 음악편지 |

## 역대 DJ

### 아침의 음악편지
- 2000년 1월 3일 ~ 2003년 6월 1일 : 이명순

### 음악편지 (1기)
- 2003년 6월 2일 ~ 2007년 4월 15일 : 유지인
- 2007년 4월 16일 ~ 2008년 2월 17일 : 지승현 아나운서
- 2008년 2월 18일 ~ 2008년 4월 20일 : 최원정 아나운서
- 2008년 4월 21일 ~ 2009년 4월 26일 : 이승연 아나운서

### 사랑의 음악편지
- 2009년 4월 27일 ~ 2009년 10월 25일 : 이승연 아나운서
- 2009년 10월 26일 ~ 2010년 4월 18일 : 최윤경 아나운서

### 음악편지 (2기)
- 2010년 4월 19일 ~ 2010년 12월 31일 : 최윤경 아나운서
- 2011년 1월 1일 ~ 2011년 11월 6일, 2012년 7월 2일 ~ 2013년 4월 7일 : 이승연 아나운서
- 2011년 11월 7일 ~ 2012년 7월 1일 : 정은승 아나운서